# Kani Konté
Kani Konté, née le 13/04/1990 à Choisy-le-Roi dans le Val-de-Marne, est une footballeuse internationale malienne évoluant au poste de défenseure/ milieu défensive  à la VGA Saint-Maur.

## Biographie

### Carrière en club
Après avoir fait de la danse classique et de la gymnastique, Kani Konté commence à jouer au football à l'âge de 15 ans. Elle intègre la VGA Saint-Maur et y passe l'intégralité de sa carrière, à l'exception de 2011 à 2013 où elle joue FF Issy et découvre la D1 en 2012. Avant de revenir à la VGA Saint-Maur pour évoluer en D2 et D1. En 2022, Kani Konté intègre le club du C.A paris 14 qui évolue en D2. 

### Carrière en sélection
Kani Konté est appelée pour la première fois dans l'équipe nationale du Mali en novembre 2018 à l'occasion de la Coupe d'Afrique des nations au Ghana. Elle joue deux matchs dans le tournoi et parvient avec la sélection malienne à atteindre les demi-finales, une première pour le pays.

## Statistiques
| Saison                | Club                  | Championnat           | Championnat | Championnat | Coupe(s) nationale(s) | Coupe(s) nationale(s) | Total | Total |
| Saison                | Club                  | Division              | M.          | B.          | M.                    | B.                    | M.    | B.    |
| 2006-2007             | VGA Saint-Maur        | Division 2            | 15          | 0           |                       |                       | 15    | 0     |
| 2007-2008             | VGA Saint-Maur        | Division 2            | 9           | 1           | 3                     | 0                     | 12    | 1     |
| 2008-2009             | VGA Saint-Maur        | Division 2            | 10          | 1           | 0                     | 0                     | 10    | 1     |
| 2009-2010             | VGA Saint-Maur        | Division 3            | 4           | 0           | 0                     | 0                     | 4     | 0     |
| 2010-2011             | VGA Saint-Maur        | DH+CIR                | 6           | 0           |                       |                       | 6     | 0     |
| Sous-total            | Sous-total            | Sous-total            | 44          | 2           | 3                     | 0                     | 47    | 2     |
| 2011-2012             | FF Issy               | Division 2            | 14          | 0           | 0                     | 0                     | 14    | 0     |
| 2012-2013             | FF Issy               | Division 1            | 22          | 0           | 0                     | 0                     | 22    | 0     |
| Sous-total            | Sous-total            | Sous-total            | 36          | 0           | 0                     | 0                     | 36    | 0     |
| 2013-2014             | VGA Saint-Maur        | Division 2            | 22          | 3           |                       |                       | 22    | 3     |
| 2014-2015             | VGA Saint-Maur        | Division 2            | 22          | 0           | 2                     | 0                     | 24    | 0     |
| 2015-2016             | VGA Saint-Maur        | Division 1            | 21          | 2           | 4                     | 0                     | 25    | 2     |
| 2016-2017             | VGA Saint-Maur        | Division 2            | 19          | 0           | 1                     | 0                     | 20    | 0     |
| 2017-2018             | VGA Saint-Maur        | Division 2            | 21          | 3           | 1                     | 0                     | 22    | 3     |
| 2018-2019             | VGA Saint-Maur        | Division 2            | 8           | 1           | 1                     | 1                     | 9     | 2     |
| 2019-2020             | VGA Saint-Maur        | Division 2            | 1           | 0           | 0                     | 0                     | 1     | 0     |
| Sous-total            | Sous-total            | Sous-total            | 114         | 9           | 9                     | 1                     | 123   | 10    |
| Total sur la carrière | Total sur la carrière | Total sur la carrière | 194         | 11          | 12                    | 1                     | 206   | 12    |